# Lysandra pallescens
Lysandra pallescens är en fjärilsart som beskrevs av Tutt 1910. Lysandra pallescens ingår i släktet Lysandra och familjen juvelvingar. Inga underarter finns listade i Catalogue of Life.